# Arròs negre
L'arròs negre, in valenzano, o arroz negro, in spagnolo (riso nero), è un piatto della cucina spagnola, tipico della costa della provincia di Alicante e del quartiere marittimo di Castellón de la Plana, nella Comunità Valenzana. È inoltre diffuso sul litorale della Catalogna. 
A causa della sua somiglianza con la paella, il piatto viene anche soprannominato paella negra. È popolare anche a Cuba e a Porto Rico, dove è noto come arroz con calamares. Nelle Filippine, dove è considerato un sottotipo della specialità locale conosciuta come paelya, è noto come paella negra o paelya negra.
Il piatto è così denominato perché uno degli ingredienti, che gli conferisce il caratteristico colore, è il nero di seppia: l'accompagnamento di questo "inchiostro" con il riso è in uso anche in altre cucine del Mar Mediterraneo, come nel risotto al nero di seppia italiano.

## Caratteristiche
La ricetta tradizionale dell'arròs negre richiede nero di seppia o di calamaro, riso bianco, aglio, peperoni, cubanelle Sweet verdi, paprica dolce, olio di oliva e brodo di pesce. Tuttavia, molti cuochi aggiungono altri frutti di mare, fra cui granchi e gamberetti.
La fideuà negra è una variante fatta impiegando dei piccoli spaghetti (paragonabili ai fedelini corti italiani al posto del riso e viene solitamente servita con aioli.
L'arròs negre non va confuso con il riso nero, il nome collettivo di diverse cultivar di riso che hanno un colore scuro.